# كريسبين كونروي
كريسبين كونروي (بالإنجليزية: Crispin Conroy)‏ هو دبلوماسي أسترالي، ولد في 8 مايو 1963.